# 胡托米爾
51°45′15″N 25°13′40″E / 51.75417°N 25.22778°E
胡托米爾（烏克蘭語：Хутомир），是烏克蘭的村落，位於該國西部沃倫州，由卡明-卡希尔斯基区負責管轄，面積9.07平方公里，海拔高度145米，2001年人口187，人口密度每平方公里20.62人。